# Educación social
La educación social es una disciplina pedagógica de educación no-formal que promueve la incorporación a la diversidad de las redes sociales para el desarrollo de la sociabilidad, la circulación social, potenciando la generación de cambios posicionales (mejoras, incorporación de habilidades, etc.) y de contención social en casos de desventaja social, así como la promoción cultural y social que permiten ampliar las perspectivas educativas, laborales, de ocio y de participación social.

## Introducción
La educación social está basada en la Declaración Universal de los Derechos Humanos de la ONU y presupone un entendimiento fundamental de la integridad y del valor de cualquier ser humano, con independencia de raza, sexo, edad, creencias y estatus social, económico e intelectual, haciendo posible la incorporación de la persona a la educación en la diversidad de las redes sociales, entendida como el desarrollo de la sociabilidad y la circulación social, y la promoción cultural y social, entendida como abierta a nuevas posibilidades de la adquisición de los bienes culturales, que amplíen perspectivas educativas, laborales, de ocio y participación social.
La educación social ha sido considerada tradicionalmente bien desde la perspectiva de los ámbitos específicos de trabajo del educador social (educación de adultos, educación no formal, etc.) o a partir de los fines que se persiguen con la acción socioeducativa. Por su parte, el Consejo General de Colegios de Educadoras y Educadores Sociales (CGCEES) define la educación social tanto como profesión de carácter pedagógico como el derecho del ciudadano, sujeto del proceso educativo, a ser integrado a las redes sociales, entendiéndose como tal al desarrollo de la sociabilidad y la circulación social, y poder acceder a bienes culturales que le permitan ampliar sus perspectivas educativas, laborales, de ocio y participación social.
La educación social se manifiesta a través de la construcción de estructuras de aprendizaje y de apoyo a las diferentes organizaciones e instituciones con el fin de obtener un amplio conocimiento en los Derechos Humanos de cada ciudadano, de esta manera existe una resolución de problemas y disminución de conflictos, para el adecuado desarrollo en las instituciones creadas para favorecer el diseño de proyectos colectivos y brindar nuestro aporte.
El profesor Antonio Petrus cita como características distintivas de la educación social, el ámbito social y su carácter pedagógico, en tanto que José María Quintana resume en tres las principales maneras de entender la educación social: como forma primordial de la educación al atender a su esencia de perfecta socialización del individuo, como un aspecto importante de la educación general, y como forma pedagógica del trabajo social en casos de marginación.
A partir de los años 80, «gracias al advenimiento de la democracia y a las nuevas formas del estado del bienestar, al incremento de los sectores de población marginal y, principalmente, a la conciencia de responsabilidad frente a los nuevos problemas derivados de la convivencia», la Educación Social tuvo una rápida expansión en España. Reflejo de ello fue el establecimiento de la Diplomatura en Educación Social por el Real Decreto 1420/1991, de 30 de agosto, la cual pasaría en 2012 a convertirse en el Grado en Educación Social, de acuerdo con las líneas generales emanadas del Espacio Europeo de Educación Superior (EEES). A día de hoy, dicho grado tiene en España una duración de cuatro años (60 créditos por año para completar 240), programados en asignaturas semestrales, en su mayoría de seis créditos. Las asignaturas de formación básica se imparten en el primer año, las de formación específica en segundo y tercer año y las optativas en tercer y cuarto año.
El Día Internacional de la Educación Social se conmemora anualmente cada 2 de octubre, fecha que fue establecida en el año 2009 durante el XVII Congreso Internacional de Educación Social, celebrado en Copenhague, Dinamarca, y organizado por la Asociación Internacional de Educadores Sociales (AIEJI).
La educación social, al igual que el resto de ciencias pedagógicas, realiza una clasificación en cuanto a cómo se manifiesta o cómo se expresa la educación, encontrando, así, tres tipos de educación:
1. Formal,
2. No formal
3. Informal.[13]

## Fines de la educación social: la intervención socioeducativa
El autor Pello Ayerbe Echeberría enuncia entre las principales funciones de la educación social:
- Informar a la población de las prestaciones y características de los servicios educativos
- Observar y detectar sujetos o grupos que se encuentren en situación de riesgo o inadaptación
- Contactar a dichos sujetos o colectivos y relevar la información necesaria para intervenir
- Planificar, programar e implementar una intervención educativa acorde a esas necesidades
- Lograr así la integración crítica de los sujetos en la realidad social
- Implicar a los contextos sociales de pertenencia del sujeto o grupo tanto en el proceso educativo como en la respuestas a las necesidades y problemas que plantean
- Coordinar el trabajo con el de otros profesionales que puedan trabajar directa o indirectamente con los sujetos y con los recursos comunitarios
- Mediar entre los sujetos y el ámbito institucional de manera de facilitarles el acceso a recursos escolares, sociales, laborales, subsidios, etc.
- Posibilitar alternativas aportando recursos en aquellos aspectos en que el sujeto sea más deficitario
- Dinamizar y promover las relaciones positivas de convivencia del sujeto con su entorno
- Ofrecer herramientas de carácter cultural a los sujetos para que puedan construir su propia identidad

El concepto de «intervención socioeducativa» pretende resumir las acciones concretas de carácter motivacional, pedagógico, metodológico, de evaluación, etc., que lleva a cabo el agente de intervención (típicamente el educador social) para de acuerdo al programa previamente definido intentar que el sujeto o grupo alcance los objetivos propuestos.

## Planificación en la intervención socioeducativa
Por planificación se entiende la elaboración de un plan, de un proyecto o un programa de acción tendiente a la adopción de decisiones a los efectos de alcanzar una serie de objetivos propuestos. 
El autor Joaquín Gairin Sallan enumeraba entre los rasgos de la planificación que se trata de una anticipación de futuro cuyas actuaciones afectan a diferentes sectores de la sociedad, es un proceso continuo y unitario con un sentido de provisionalidad, implica necesariamente la toma de decisiones sucesivas pero interdependientes, y exige la mayor inteligencia posible para manejar la complejidad de las situaciones.
En cuanto a los principios generales que deberían guiar la planificación de la intervención educativa cabe mencionar:
- Racionalidad: debe contarse con un análisis previo del sujeto y su entorno fundado en bases científicas
- Globalidad: deberían incluirse en el programa el mayor número posible de variables intervinientes
- Continuidad: las acciones previstas en el programa deben ser aplicados de forma continua y sistemática
- Secuenciación: dichas previsiones deben estar interrelacionadas
- Univocidad: los términos utilizados para la redacción de la planificación deben poder ser entendidos en un mismo sentido
- Comprensividad semántica: dicho léxico debe ser también fácilmente comprensibles por todos los actores
- Flexibilidad: debe permitir introducir en cualquier momento del proceso los ajustes que sean necesarios para alcanzar los fines propuestos
- Variedad: es un valor a tener en cuenta la creatividad y originalidad en la elaboración del programa
- Realismo: no solo el análisis previo del entorno y el sujeto debe apoyarse en la realidad objetiva (racionalidad), también los alcances del proyecto y las acciones concretas previstas en relación con los medios disponibles
- Participación: el equipo planificador debe estar abierto a la participación de otras personas o entidades interesadas

## Ámbitos de intervención

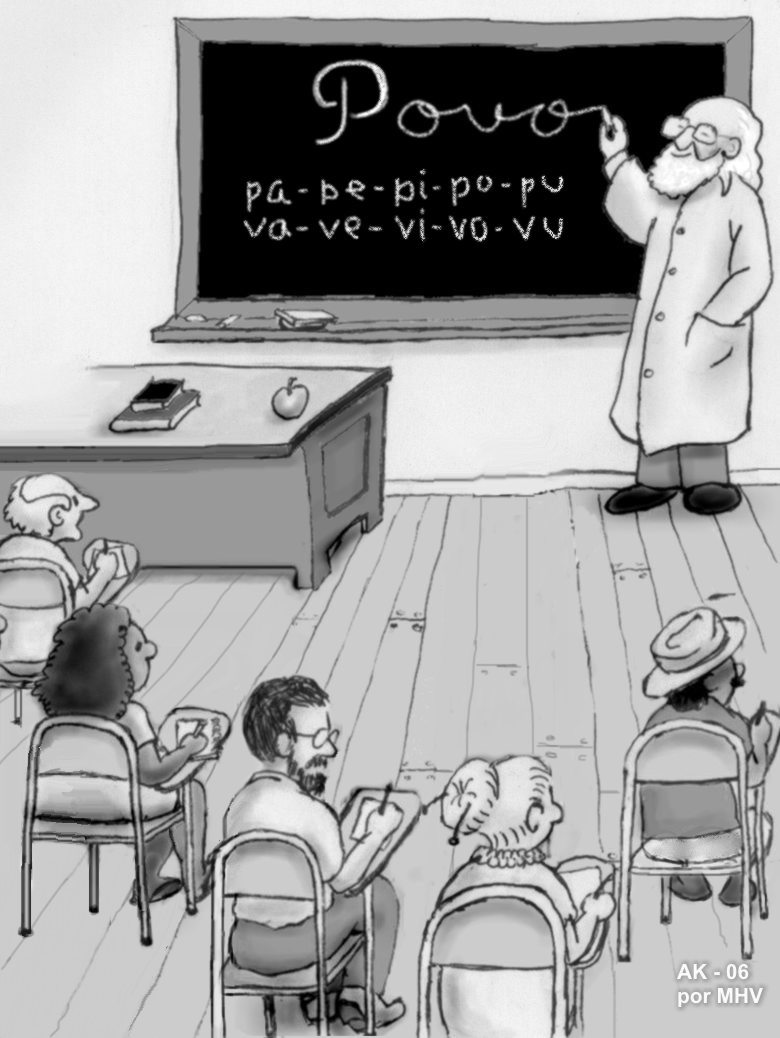
Paulo Freire es una relevante figura dentro del ámbito de la educación de personas adultas.

La educación social abarca diversos ámbitos concretos de intervención. Antonio Petrus destaca los siguientes:
1. Educación social en el ámbito familiar
2. Animación sociocultural y educación en el tiempo libre
3. Gestión cultural y turística
4. Educación ambiental y para el respeto animal
5. Educación social especializada
6. Educación de personas adultas

1. Acción e intervención comunitarias
2. Interculturalidad y educación no formal
3. Educación ambiental
4. Intervención en tercera edad
5. Intervención en drogodependencias
6. El educador social en el centro escolar
7. La educación social como complemento de la educación formal
8. La educación social y la integración social
9. Intervención con las personas con discapacidad
10. Educación social en el ámbito de la mediación
11. Educación social en Promoción de la salud
12. Educación social en instituciones penitenciarias

### Educación social en el ámbito familiar
Debido a las necesidades que presentaba y presenta la población en el ámbito familiar el educador social ha precisado especializarse dentro de este ámbito, debido al gran número de áreas de trabajo y de la demanda existente por parte de la población. La figura del Educador Familiar, realiza funciones de ayuda y de complementariedad entre los tres ámbitos fundamentales que afectan a los menores; familia, escuela y sociedad. Las actuaciones se llevan a cabo en el seno de las familias que necesitan mejorar sus habilidades parentales mediante la introducción de la figura del Educador Familiar, desde donde se realiza la tarea socioeducativa. Dicha actuación se realiza principalmente a familias con menores, tanto eso riesgo de desamparo como en situación de dificultad o riesgo social. Sin embargo, con los cambios que se han producido en nuestra sociedad, este concepto se ha ido ampliando y en familias normalizadas la intervención en muchos casos ha sido necesaria, ya que la adolescencia es un período muy vulnerable para los jóvenes y en muchas ocasiones los padres no saben que debe hacer o que actuaciones son las correctas. 
El objetivo general del educador familiar es que las familias logren mejorar su proceso de socialización, sus relaciones internas y con el entorno, consiguiendo desarrollar más autonomía. Todo esto va a variar en función de cada situación, del modelo familiar, de las condiciones socioeconómicas y del contexto en el que se desarrolle. Además, es importante añadir que el Educador Familiar, puede realizar una función preventiva ( detección precoz de problemáticas que aparezcan en la familia, ser un punto de apoyo en el acompañamiento emocional, facilitar pautas y habilidades educativas con el objetivo de mejorar las interrelaciones entre los miembros de la familia y el entorno). Por otro lado, tiene una función reeducativa, en este caso en la medida de lo posible intenta un cambio de comportamientos y hábitos que eviten la marginación social, dotándoles de recursos personales para hacer posible su incorporación a la sociedad. También, tiene una función reguladora, capacitando a la familia para que se puedan establecer unas relaciones afectivas sanas y basas en el respeto mutuo. Y por último, una función integradora, donde la familia tome conciencia de la importancia de la participación ciudadana y se involucren en ella, para conseguir una clara transformación social.
Como se puede ver el Educador Familiar tiene múltiples funciones, intentando potenciar la comunicación y la expresión afectiva, orientar pautas educativas, favorecer un modelo educativo democrático y establecer pautas los límites y las normas de convivencia. También es importante destacar que para llevar a cabo un proceso de cambio en las familias es muy importante tener en cuenta los pasos que se van a seguir en la intervención. Por un lado el alcance del recurso, es decir, la cantidad de población a la que se desea que llegue el proyecto. Por otro lado, el grado de formalidad, es decir, la especificidad con la que se tiene que desarrollar el proceso de cambio para que el proyecto responda a los objetivos propuestos. Y por último, la duración, haciendo referencia al tiempo que se necesita para realizar la tarea propuesta. En definitiva, el proyecto que lleve a cabo el educador familiar, debe responder a la realidad sobre la que se quiere actuar.

### Educación social especializada
En este caso, el educador interviene ante la presencia de necesidades educativas especiales, sea por discapacidad física o psíquica o debido a conflictos emocionales, de conducta y/o de entorno que condiciones la capacidad del sujeto para continuar con su aprendizaje.

### Educación de personas adultas
Otro de los ámbitos relevantes de intervención del educador social, en conjunto con otros profesionales, es el de la educación de adultos.

### Educación a distancia
La educación a distancia propicia el aprendizaje autónomo de las personas.
La educación a distancia es una opción para aquellos que desean continuar sus estudios superiores y que por su trabajo, por la distancia de los centros de estudio o por razones familiares no pueden hacerlo, así como para aquellos estudiantes que responden mejor a una modalidad de estudio autónoma, no estructurada en un salón de clase. Para Florido y Florido (2003), esta modalidad de educación se caracteriza porque:
- Las personas tienen una mayor autonomía y gestionan mejor su tiempo.

- Es una formación complementaria con cualquier otra actividad académica, doméstica o profesional.
- Se aprende cómodamente desde la casa o el trabajo.
- Es un medio dinámico y rápido para lograr una profesionalización en un área concreta.[16]

### Animación sociocultural y educación en el tiempo libre
Hace referencia a la actividad del educador social en instituciones socioculturales (centros de día, centros cívicos, etc.) a los fines de fundamentar, planificar, ejecutar y evaluar proyectos pedagógicos.
Otros profesionales propios de la Animación Sociocultural y Educación en el Ocio y Tiempo Libre son:
Director de Tiempo Libre.
Monitor de Ocio y Tiempo Libre.
Animador Sociocultural.
La educación en tiempos libres ha permitido un desarrollo personal y profesional a los diferentes ciudadanos, creando nuevas oportunidades para fortalecimiento de habilidades y destrezas en cada área social, además de permitir contribuir dentro de la comunidad de una manera provechosa, con la utilizacición de redes sociales en espacios colectivos que suman aportes académicos y de aprendizaje, hoy en día las redes sociales son de suma ayuda para que docente pueda interactuar de forma grupal con sus estudiantes realizando foros y debates donde cada estudiante o persone realice un aporte crítico sobre un tema específico.

### Acción e intervención comunitarias
De manera similar, se espera que el educador social, mediante su formación, sea capaz de hacer aportaciones en las organizaciones donde intervenga; organizando, coordinando y fomentando la cooperación de la comunidad.

### Interculturalidad y educación no formal
Hace referencia a la conveniencia de que el educador social desarrolle estrategias que faciliten un encuentro intercultural en el seno de la comunidad. Eso puede incluir actividades para promover la sensibilización intercultural, estrategias pedagógicas antirracistas, dinámicas de convivencia para avanzar en la comprensión, la empatía y el conocimiento del otro, para valorar las diferencias y si es preciso actuar como mediador cultural.

### Intervención en tercera edad
Los servicios de atención a la tercera edad y a sus familias son también un ámbito de intervención de la educación social, en el que los profesionales pueden participar activamente en centros de día o residenciales. 
El papel del educador o educadora social en  la intervención con personas mayores se encuentra bajo prejuicios, ya que no tiene una función específica, sino que se trabaja en coordinación con otros perfiles profesionales del servicio o centro en cuestión. La función profesional de la Psicología es la que más puntos en común tiene con la educación social, ya que ambas se encaminan a fomentar la autonomía a nivel cognitivo para promover la autogestión y el crecimiento personal, con el fin de mejorar la calidad de vida en esta última etapa vital. La educación social se encarga del proceso de socialización de las personas residentes a través del contacto con familiares y las relaciones con la comunidad de usuarios, establecidas mediante el ocio relacional.  Para ello, se trabaja el crecimiento grupal mediante actividades dinámicas con otros residentes o usuarios como instrumento de cohesión. También se trabaja la normalización de la persona mayor, es decir, quitando la connotación de “enfermo” al usuario o residente. Además, el educador/a puede ser una figura puente entre las familias y otros profesionales del centro.
En este sentido, el educador o educadora tiene la función de diseñar, planificar, evaluar y coordinar las diferentes actividades propuestas por el recurso, teniendo en cuenta las gestiones que los usuarios deben hacer  en su día día, garantizando un buen seguimiento que dé sentido a las actuaciones de la residencia o centro de día, promoviendo la unión entre las personas residentes. No obstante, la falta de recursos económicos, materiales y humanos dificulta la tarea de la educación social. Por lo tanto, un gran reto para la intervención en personas mayores desde la educación social es  proponer y crear actividades sencillas y eficaces acordes a las necesidades de los residentes, desarrolladas a partir de la capacidad de invención y creatividad por parte de los profesionales de la educación social. Por este motivo, la necesidad de personas voluntarias en residencias y centros de día, es elevada, ya que la ratio de educadores sociales por centro es baja, aspecto que dificulta su ámbito de actuación.

### Intervención en drogodependencias
La drogodependencia es también un área de abordaje interdisciplinario que incluye al educador social en tres instancias fundamentales: la prevención primaria para evitar el consumo, la prevención secundaria cuando el sujeto ya ha tenido contacto con el consumo de drogas y la prevención terciaria (reducción de daños) para los casos en que hay ya una situación de dependencia. En este último escenario el agente trataría de impedir que la situación se agrave y procuraría reducir los riesgos asociados al consumo (contagio de enfermedades infecciosas tales como el VIH o la hepatitis, riesgo de sobredosis, etc.).
El trabajo del Educador Social en Drogodependencias es fundamental tanto en prevención secundaría como terciaria, porque es el encargado de acompañar al sujeto durante el proceso de intervención.

### Educador social
El educador social, en ámbitos generales, tiene la función de hacer un proceso de acompañamiento con esos usuarios de manera individual y centrándose en la persona a la que está ayudando. Cada persona tiene una historia diferente y, por lo tanto, el educador social tiene el objetivo de proveer las herramientas con el fin de ayudar a ese individuo para que, mediante un proceso, pueda tener una vida independiente e integrada en la sociedad.
El educador social engloba diferentes campos, es decir, puede estar con diferentes colectivos dependiendo de su formación ya que hay una formación general para todos los ámbitos y, luego, cada persona escoge el colectivo con el que quiere trabajar haciendo una especialización. Hay diferentes campos: mujeres maltratadas, personas mayores, personas con discapacidades intelectuales y físicas, niños y adolescentes, inmigrantes... 
Los colectivos a los que acompañan, en muchas ocasiones, se encuentran en una situación de exclusión social, por lo tanto, el educador social tiene el objetivo de que esa persona pueda adherirse e introducirse en la sociedad sin verse en una situación de discriminación ni inferioridad. Por esta razón, muchas de las acciones que llevan a cabo es la formación y la búsqueda de un trabajo ya que esto favorece a la integración social, dando así un inicio para que cada persona pueda conseguir la integración social e independencia que, con anterioridad, no ha podido tener.

### El educador/a social en el centro escolar
Algunas de las funciones del educador/a social en los centros educativos, tanto de educación primaria como secundaria, son las siguientes:
- Diseño, complementación y evaluación de propuestas para fomentar las relaciones del centro con el contorno social.
- Colaboración en el desarrollo de programas de educación para la salud, el medio ambiente, el consumo, en la tolerancia y en la igualdad, la paz, etc.
- Desarrollo de programas de aprovechamiento y conocimiento de los recursos del contorno, laborales, naturales, etc.
- Mediación para obtener una mayor eficacia en la resolución de conflictos.
- Seguimiento y control de las situaciones de absentismo escolar, de fracaso y de violencia.
- Seguimiento y colaboración con el alumnado con comportamientos problemáticos.
- Desarrollo de programas para prevenir y afrontar la conflictividad escolar: charlas y talleres de habilidades sociales,de resolución de conflictos y de mediación con familias y recursos externos.
- Desarrollo de programas de integración escolar.
- Elaboración y evaluación de programas de convivencia en el centro educativo.
- Planificación, coordinación y desarrollo de actividades socioculturales.
- Diseño y planificación de programas de información, de orientación y asesoramiento y de asociación para el alumnado.
- Participación en los programas de asesoramiento, de formación y de asociación de padres y de madres.
- Apoyo a la formación del profesorado.
- Programación y ejecución de actuaciones encaminadas a garantizar la información puntual a las familias sobre el proceso educativo de sus hijos y de sus hijas.

### La educación social como complemento de la educación formal
La idea de utilizar Redes Sociales como complemento en la educación formal es que la didáctica se diversifique y la brecha digital entre nativos digitales e inmigrantes digitales se estreche. Las herramientas educativas extraídas de las TIC y los REA son tan versátiles que es posible aplicar a cualquier rama de la pedagogía, en cualquier nivel educativo. La intención es que el currículo educativo y la tecnología converjan en una actividad enriquecedora y de gran impacto para el educando.
Varios organismos internacionales (Organización para la Cooperación y el Desarrollo Económicos (OECD), 2001, 2006; Organización de las Naciones Unidas (ONU), 2005; Banco Mundial, 2003) han declarado que las Tecnologías de la información y la comunicación (TIC) son una herramienta estratégica para  que las sociedades contemporáneas logren las oportunidades de crecimiento y garantizar, así, una  oportuna y adecuada participación de las y los estudiantes en el mercado laboral actual y en la vida  política y social contemporánea. Es por eso que las TIC y los Recursos educativos abiertos (REA) han de involucrarse activamente en el campo educativo formal mediante la Didáctica.
La comunicación y el acceso a Internet es un derecho de cualquier persona, sin embargo, los estudiantes de hoy en día son nativos digitales que han tenido conexión con el mundo y las redes desde muy temprana edad. Desde el punto de vista pedagógico las TIC y los REA son un gran apoyo para los actores educativos, sin embargo la actualización por parte del docente o facilitador, ha permitido el desarrollo de innumerables herramientas para la labor dentro del proceso enseñanza – aprendizaje. Dentro de este proceso, las Redes Sociales ya no son tan ajenas dentro de la educación formal, tanto así que se le puede dar diversos usos:
·       Expresar la creatividad mediante elementos multimedia.
·       Creación y desarrollo de guion.
·       Trabajo cooperativo sincrónico.
·       Presentación de procesos educativos.
·       Tutoriales.
·       e-portafolios.
·       Publicación de investigaciones.
·       Creación y edición de MOOC.
·       Aulas Virtuales

## Educación social a través de las redes sociales

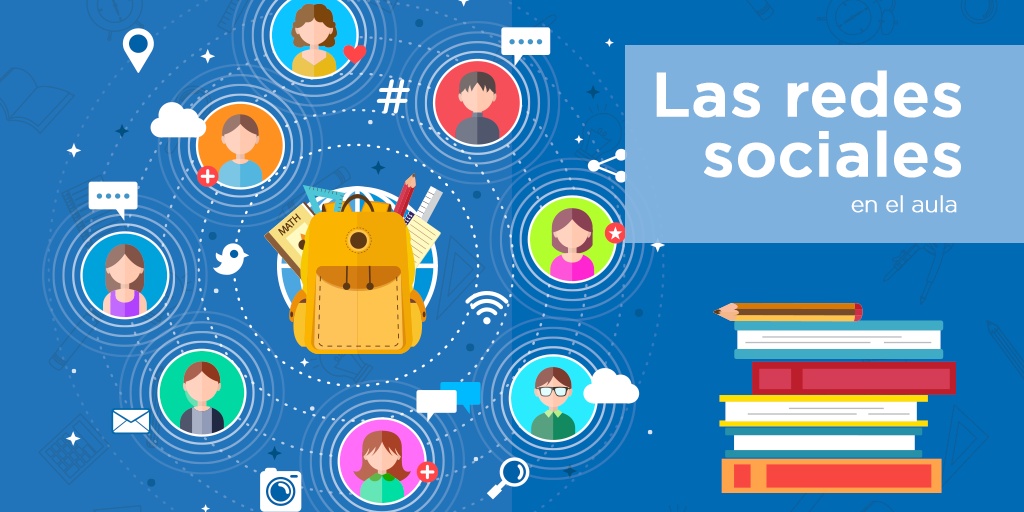
Redes Sociales

Dentro del proceso de enseñanza y aprendizaje las redes sociales plantean aspectos como elemento innovador en la actividad pedagógica, de hecho, refleja el uso de la metodología de forma positiva en la educación por otro lado están la existencia y hallazgos de investigaciones relevantes del uso de las redes sociales dentro del aula para la construcción del conocimiento de forma dinámica, activa y participativa.
El uso de las redes también despierta la aplicación del trabajo de actividades colaborativas porque estas promueven la interacción y el aprendizaje social, permitiendo a los estudiantes desarrollar sus habilidades en el trabajo en equipo, desarrollo del pensamiento crítico y lo más significativo la construcción de su propio conocimiento.
El uso de Facebook dentro del campo educativo permite desarrollar el aprendizaje colaborativo entre los estudiantes, esta práctica reduce la necesidad de aprender en entornos convencionales, a su vez, el estudiante se apodera de su tiempo y espacio al momento de aprender.
Facebook se utiliza principalmente como una red social para que las instituciones educativas creen e interactúen con grupos sociales. Sin embargo, muchos estudios recientes han explorado como Facebook activa los objetivos de aprendizaje y ayuda a los estudiantes a desarrollar habilidades importantes como escribir, establecer contactos y colaborar a través de la participación en actividades de aprendizaje en diversas comunidades de aprendizaje. En resumen, Facebook puede ser una valiosa herramienta educativa para mejorar el aprendizaje de los estudiantes. Por lo tanto, se necesita más investigación sobre el uso de Facebook en instituciones educativas para proporcionar evidencia científica de cómo se puede usar Facebook para mejorar el aprendizaje.
Otra de las redes sociales que aportan a la educación como material de enseñanza y aprendizaje es TikTok, el uso de esta web permite a los estudiantes aprender de manera lúdica, activa y diferente, en realidad el grado de motivación es alto e innovador, esta red permite a docentes, alumnos, y público en general compartir sus habilidades y conocimientos de manera diferente y transformadora debido a que en la actualidad se convive diariamente con este tipo de redes sociales.
TikTok es una red social para compartir videos que está ganando popularidad rápidamente. Es la segunda aplicación más descargada en el mundo de las aplicaciones en 2020. Si bien la plataforma es conocida por los usuarios que publican videos donde bailan, sincronizan verbalmente o muestran otros talentos, los videos compartidos por los usuarios han ganado popularidad gracias a las iniciativas de innovación como #learnnottiktok.
Twitter atiza la lectura y la escritura permitiendo compartir, colaborar, conversar, participar y crear con otros cibernautas sus ideas opiniones y puntos de vista en tiempo real, esta herramienta educativa permite la comunicación y trabajo entre alumnos en el aula y facilita la comunicación del docente con sus alumnos y otros educadores.
Twitter educa en un entorno formal e informal. La mayoría de los estudios mencionados en la literatura son estudios de casos descriptivos de estudiantes norteamericanos y europeos. El análisis de la investigación muestra que Twitter es una herramienta de comunicación útil debido a su facilidad de uso, innovación y formato en tiempo real. Los estudiantes, profesores y otras partes interesadas lo utilizan como una herramienta educativa para recopilar información, comunicarse e interactuar entre ellos, participar en comunidades de interés e intercambiar ideas sobre temas específicos. Además, Twitter puede mejorar el aprendizaje, la motivación y el compromiso de los estudiantes gracias a sus características y métodos de aprendizaje únicos.
Instagram es una red social que brinda la oportunidad de explorar conceptos o valores en el aula porque permite subir imágenes, videos ya sean estos con filtros fotográficos, la creación de blogs, escribir artículos a partir de imágenes para posteriormente compartir en la misma plataforma o en otras redes sociales.
Instagram se ha convertido en una red social para compartir fotos y videos. Una revisión de las cuentas de Instagram de educación anatómica existentes identificó varios métodos de enseñanza efectivos, que incluyen imágenes clínicas, videos descriptivos, preguntas de opción múltiple y dibujos animados. El uso educativo de Instagram debe sopesar ventajas como la facilidad de uso, los hashtags y su efectividad para comunicar temas visuales frente a limitaciones como el aprendizaje pasivo y proactivo, y requiere personal dedicado para monitorear su uso.
YouTube es muy versátil y se la utiliza como enseñanza en diferentes cursos, el aprendizaje por videos es útil por la combinación de lo visual con lo auditivo, permitiendo fácilmente recordar lo que se vio y se escuchó, por lo tanto, es una de las herramientas más utilizada en el campo de la educación por la posibilidad de crear canales y subir contenidos audiovisuales, ya sea por estudiantes o docentes.
YouTube es uno de los medios en línea que se puede utilizar como herramienta de aprendizaje conversacional. YouTube es un sitio web para compartir videos que permite a los usuarios descargar, compartir y ver videos. Utiliza la tecnología Adobe Flash Video para mostrar una variedad de contenido de video generado por el usuario, como videos, clips de TV, videos musicales y contenido de aficionados, como revistas en video y cortometrajes originales. YouTube es una herramienta para compartir videos en línea que brinda una variedad de información que se puede usar para el aprendizaje. Cuando YouTube se presenta en un formato visual claro y atractivo, los estudiantes pueden entender fácilmente la información de YouTube.

### Educación social en el ámbito de la mediación
Los titulados en Educación Social se encuentran entre los profesionales a los que se les reconoce el acceso al desempeño de la mediación en los diferentes ámbitos en los que esta se plantea, de acuerdo a la Ley 5/2012, de 6 de julio, de mediación en asuntos civiles y mercantiles. Ya aparecía el Educador Social como uno de los profesionales habilitados para el ejercicio de la Mediación Familiar en las leyes que se habían ido aprobando en las diferentes comunidades autónomas, así la Ley de Medición de Cantabria además de exigir la acreditación de licenciatura, diplomatura o grado para acceder a la inscripción en el Registro de Personas Mediadoras. Además expone que la actividad mediadora se ciñe a los universitarios que cuenten con un título de los que aparecen en la lista: Derecho, Filosofía y Letras, Medicina, Psicología, Pedagogía o Psicopedagogía, Sociología o Ciencias de la Salud, Trabajo Social o Educación Social, Magisterio, diplomado en Relaciones Laborales, graduado Social, licenciado en Ciencias del Trabajo, graduado en Relaciones Laborales y Recursos Humanos.
La Ley estatal requiere al mediador un título oficial universitario o de formación profesional superior, sin determinar las disciplinas sobre las que deben tratar esas titulaciones. Además de este requisito de titulación, la Ley estatal establece que los mediadores deben contar con mediación específica adquirida mediante la realización de uno o varios cursos específicos impartidos por instituciones debidamente acreditadas. El Real Decreto 980/2013, de 13 de diciembre, desarrolla determinados aspectos de la Ley 5/2012, de 6 de julio, de Mediación en asuntos civiles y mercantiles, la formación del mediador le debe permitir el dominio de las técnicas de mediación y el desarrollo del procedimiento de acuerdo con los principios y garantías establecidos en la ley, señalando las materias que no pueden someterse a mediación y la imposibilidad de que los acuerdos de mediación afecten a terceros que no participan en la mediación.

### Educación social en promoción de la salud
La 36.ª Asamblea Mundial de la Salud define la Educación para la salud como «cualquier combinación de actividades de información y de educación que lleve a una situación en la que la gente sepa cómo alcanzar la salud y busque ayuda cuando lo necesite». Ese será pues, un campo de acción de la Educación Social, como propuesta efectiva de actuaciones encaminadas a la mejora de la salud y de la calidad de vida de la ciudadanía.
Este campo de acción que le es propio a la Educación Social (aunque compartido con profesiones del ámbito sanitario como médicos y DUE), es recogido expresamente entre el catálogo de salidas profesionales para la educación que realiza la Universidad Nacional de Educación a Distancia, y que incluye dentro del área de intervención socioeducativa en educación ciudadana, junto a otros ámbitos como la educación ambiental, género, vial, intercultural, cooperación internacional, etc; así, esta misma Universidad, tiene entre sus asignaturas del Grado de Educación Social, la de «Educación para la Salud», que incluye y desarrolla estos planteamientos para formar a los profesionales de la Educación Social en esta área de intervención socioeducativa.
Se ha de resaltar que los educadores sociales se han integrado progresivamente en diferentes administraciones y entidades que desarrollan esta labor, normalmente en equipo multidisciplinares. Ejemplo de esta situación sería la Sección de Promoción de la Salud del Ayuntamiento de Sevilla, donde, tanto en la planificación y análisis de las intervenciones a realizar, como en la intervención directa sobre los diferentes colectivos trabajan de manera conjunta y coordinada educadores sociales, médicos y enfermeros.

## ¿Por qué es importante la educación social?
Vivimos en una sociedad donde, desafortunadamente, no todas las personas tienen las mismas oportunidades. Hay personas vulnerables que necesitan información, orientación y ayuda para que puedan lograr cierto bienestar social.
Lo cierto es que hay un gran número de situaciones críticas en la vida que requieren asesoramiento para escoger entre diferentes opciones y salidas. La pedagogía es uno de los mejores métodos para hacer que esas personas vuelvan a tener confianza en ellas mismas y logren encontrar su sitio en la sociedad.

## Habilidades personales de un educador social
La Educación Social es una carrera muy vocacional. Lo cierto es que el desempeño de este oficio implica un vínculo personal con los individuos y con sus problemas personales. De hecho, el educador social les acompaña en los procesos de toma de decisiones que son muy importantes para sus vidas. Por eso, tener estabilidad emocional es uno de los requisitos esenciales para poder ejercer este trabajo.
Asimismo, esta profesión requiere de mucha empatía y paciencia, ya que cada persona se rige por sus propios principios y tiempos. La prudencia, el respeto y las habilidades comunicativas son clave, pero, ante todo, las ganas de ayudar a los demás y de mejorar nuestra sociedad.
Un educador social sabe que su trabajo puede llegar a ser duro emocional y psicológicamente en ocasiones, pero la satisfacción que produce ayudar a los demás a descubrir su propio potencial compensa con creces esas dificultades.

## ¿Qué hay que estudiar para ser educador social?
Para ser educador social debes estudiar el Grado en Educación Social, que consta de cuatro cursos lectivos y un total de 240 créditos. Además de las asignaturas, tendrás que realizar prácticas y un Trabajo de Fin de Grado (TFG) para obtener el título que acredita que posees los conocimientos necesarios para ejercer esta profesión.
Algunas de las asignaturas que encontrarás en el plan de estudios son: Sistemas de Bienestar Social, Sociología, Comportamiento Humano, Diseño de Proyectos Sociales. Todas ellas abordan la educación social en el ámbito familiar, escolar, colectivo, etc. El plan de estudios del Grado de Educación Social de UNIR está especialmente centrado en la intervención socioeducativa en la sociedad multicultural y plural actual, así como en el diseño de estrategias de medidas de prevención, mediación e intervención.

## Código deontológico en España
El código deontológico español para el educador social representa un «conjunto de normas que orientan la acción y conducta profesional, que ayudan al educador y a la educadora en el ejercicio de su profesión y mejoran la calidad del trabajo que se ofrece a la ciudadanía».
Fue aprobado el 30 de noviembre de 2002 por la Junta de Gobierno de ASEDES y se sustenta en la Constitución Española, la Declaración Universal de los Derechos Humanos, la Convención Europea para la Salvaguardia de los Derechos de las Personas, la Carta Social Europea, y en la Convención sobre los Derechos de los Niños anunciados en la Carta de los Derechos Fundamentales de la Unión Europea.
El código establece cuál ha de ser el papel del educador social en relación con su profesión, los sujetos de la acción socioeducativa, el equipo de trabajo, la institución en la que el educador desarrolla su trabajo y la sociedad en general. Establece también 10 «principios deontológicos generales», a saber: Principio de la Profesionalidad, de la Acción Socioeducativa, de Justicia Social, de la Información Responsable y la Confidencialidad, de la Formación Permanente, de la Solidaridad Profesional, de Respeto a los Sujetos de la Acción Socioeducativa, de la Coherencia Institucional, de la Participación Comunitaria y de Complementariedad de Funciones y Coordinación.

### Educación social
- Pedagogía social
- Exclusión social
- Intervención social

### Educación de personas adultas
- Paulo Freire
- Pedagogía crítica

### Drogodependencias
- Comunidad terapéutica

### Animación sociocultural
- Ander-Egg, Ezequiel (2000), Metodología y práctica de la animación sociocultural. Madrid: CCS.
- Calvo, Ana (2002), La animación sociocultural. Una estrategia educativa para la participación. Madrid: Alianza Editorial.
- Castillo Cuesta, Sánchez Castillo (2003), Animación y dinámicas de grupos. Barcelona: Altamar.
- Figueras Torruella, Pilar (2011), Los Técnicos Superiores en Animación Sociocultural y su inserción en el mercado de trabajo. Madrid. CCS.
- Froufe Quintas, González Sánchez (1999), Para comprender la Animación Sociocultural. Navarra: Verbo Divino.
- Pérez García y otros (2004), Contexto y metodología de la intervención social. Barcelona: Altamar.
- Pérez Serrano, Pérez de Guzmán Puya (2006), Qué es la Animación Sociocultural. Espistemología y valores. Madrid: Narcea.
- Ripollés, E. (1997), Algunes reflexions sobre l’animació sociocultural. Temps d’educació,17. Revista de la Divisió de Ciències de l’Educació. Universidad de Barcelona (págs. 259-264).
- Trilla, J. (1998), Animación sociocultural. Teorías, programas y ámbitos. Barcelona: Ariel Educación.

### Educación social
- Petrus, A. (Coord.).(1997). Pedagogía social. Barcelona: Ariel.
- Amorós, P. y Ayerbe, P. (Eds.). (2000). Intervención educativa en inadaptación social. Madrid: Síntesis.
- Artur, P. (2007). Didáctica en la Educación social. Barcelona.

### Revisión histórica
- Quintana, J. M. (1997). Antecedentes históricos de la educación social. En A. Petrus (Coord.), Pedagogía social (pp. 67-91). Barcelona: Ariel.

### Intervención en drogodependencias
- Arza, J. (2002). Las drogas. Princesas y dragones. Madrid: Eneida.

### Educador social
- CGCEES. (2012, julio). Funciones de las educadoras y los educadores sociales en los Servicios Sociales Municipales (1) – RES. Revista de EducaciÃ3n Social. https://eduso.net/res/revista/15/miscelanea/funciones-de-las-educadoras-y-los-educadores-sociales-en-los-servicios-sociales-municipales.
- Carreras, J. S. (2009). El enfoque por competencias en la formación de los educadores sociales: una mirada a su caja de herramientas. Pedagogía Social. Revista Interuniversitaria, (16), 9-20.

### Promoción de la salud
- Perea Quesada, Rogelia (2009). Promoción y educación para la salud. Tendencias innovadoras. Madrid: Ediciones Díaz de Santos.
- Perea Quesada, Rogelia (2011). Educación para la Salud y Calidad de Vida. Madrid: Ediciones Díaz de Santos.
- García Martínez, Alfonso, Sáez Carreras, Juan, Escarbajal del Haro, Andrés (2000). Educación para la salud: la apuesta por la calidad de vida; Madrid, Arán Ediciones.